# 2008年深圳公安襲撃事件
2008年深圳公安襲撃事件は2008年11月7日に深圳市でオートバイに乗った男性が取締りで死亡し、その後数百人が警察に押しかけ騒乱となった事件。

## 事件
2008年11月7日午前、オートバイに乗った31歳の男性が宝安区で石岩街道弁事処の検問に止められた。その地域の住民によれば、検問所はオートバイによるハンドバッグのひったくり強盗が起きた後で設置されていた。警察の報告書によれば、男は免許証不所持で、ナンバープレートもつけていなかった。男が警察を無視して通過したので、警察が携帯無線を男に投げつけたところ、男は制御を失って街路灯に衝突し、病院に運ばれた後死亡した。警察の報告書によると、携帯無線を投げた人物は警察ではなく、実際にチェックポイントから300メートル離れたところにいた交通職員だった。職員は後に警察によって拘束された。

## 暴動
同日午後2時30分頃、男の親類はおよそ30人を集め、石岩区交通警察中隊に事件の関係者を出すように求めた。集団は男の体を運び込んで抗議し、爆竹を鳴らし、物を壊し始めた。午後5時までに、2,000人以上の見物人の中から400人以上が警察を包囲した。報告によると、中には投石をしたり、警察車両に放火する者もいた。

## 余波
男の家族は60万元の賠償を要求した。地方政府の職員は、前金で20万元を支払い、後は検死を待つと述べた。深圳のあるタクシー運転手によると「その地域の一部の警察には不正があると広く言われている」という。